# Hermann Schievelbein
Friedrich Anton Hermann Schievelbein (18 de noviembre de 1817, Berlín - 6 de mayo de 1867, Berlín) fue un escultor alemán.

## Biografía
Era el hijo de un maestro carpintero y perdió a sus padres a temprana edad, creciendo en casa de una hermana mayor. Su educación artística empezó con el pintor paisajista Carl Friedrich Trautmann (1804-1875). Después, atendió a la Academia de Artes Prusiana de 1835 a 1838, donde estudió con el escultor Ludwig Wilhelm Wichmann. Después de graduarse, pasó tres años en San Petersburgo, colaborando en la decoración de la Catedral de San Isaac y el Palacio de Invierno.
Dos años más tarde, recibió el "Großen Staatspreis" (Gran Premio del Estado) por la figura de Mérope sobre el asesinato de su hijo Épito. El premio incluía un estipendio que le permitió viajar a Italia. Interrumpió el viaje en 1844 y retornó tempranamente, habiendo recibido una comisión para una figura en el Schloßbrücke (Puente del Palacio) en Berlín-Mitte. En 1860, fue elegido profesor de la academia, y se convirtió en miembro de su senado de gobierno en 1866. Además de obras de gran tamaño, también creó decoraciones escultóricas en la fábrica de terracota de Ernst March.
Persistentes dolores de pecho le obligaron a hacer frecuentes viajes curativos al sur. Murió de pleuritis, con solo cincuenta años.

## Obras destacadas
- 1845-1847: Estatuas de zinc de cuatro de los Apóstoles en la Catedral de Helsinki.
- 1850/1851: Relieves de terracota del Auszug der Krieger (Retirada del Guerrero) y Heimkehr des siegreichen Heeres (Retorno del Ejército Victorioso) en la base del Arco de Triunfo, Potsdam.
- 1853: Estatua Athene unterrichtet den Jungen im Gebrauch der Waffen (Atenea instruyendo al joven guerrero), en el Schloßbrücke.
- 1863/1864: Modelos para figuras alegóricas representando seis de los meses, en las alas Este y Oeste del Palacio de la Orangerie en Potsdam. El resto de estatuas fueron ejecutadas de 1865 a 1866 por Wilhelm Stürmer y Eduard Stützel.
- 1867-1869: Monumento a Heinrich Friedrich Karl vom und zum Stein, anteriormente en la Dönhoffplatz en la Leipziger Straße, ahora en frente de la Casa de Representantes (Abgeordnetenhaus) en Berlín.

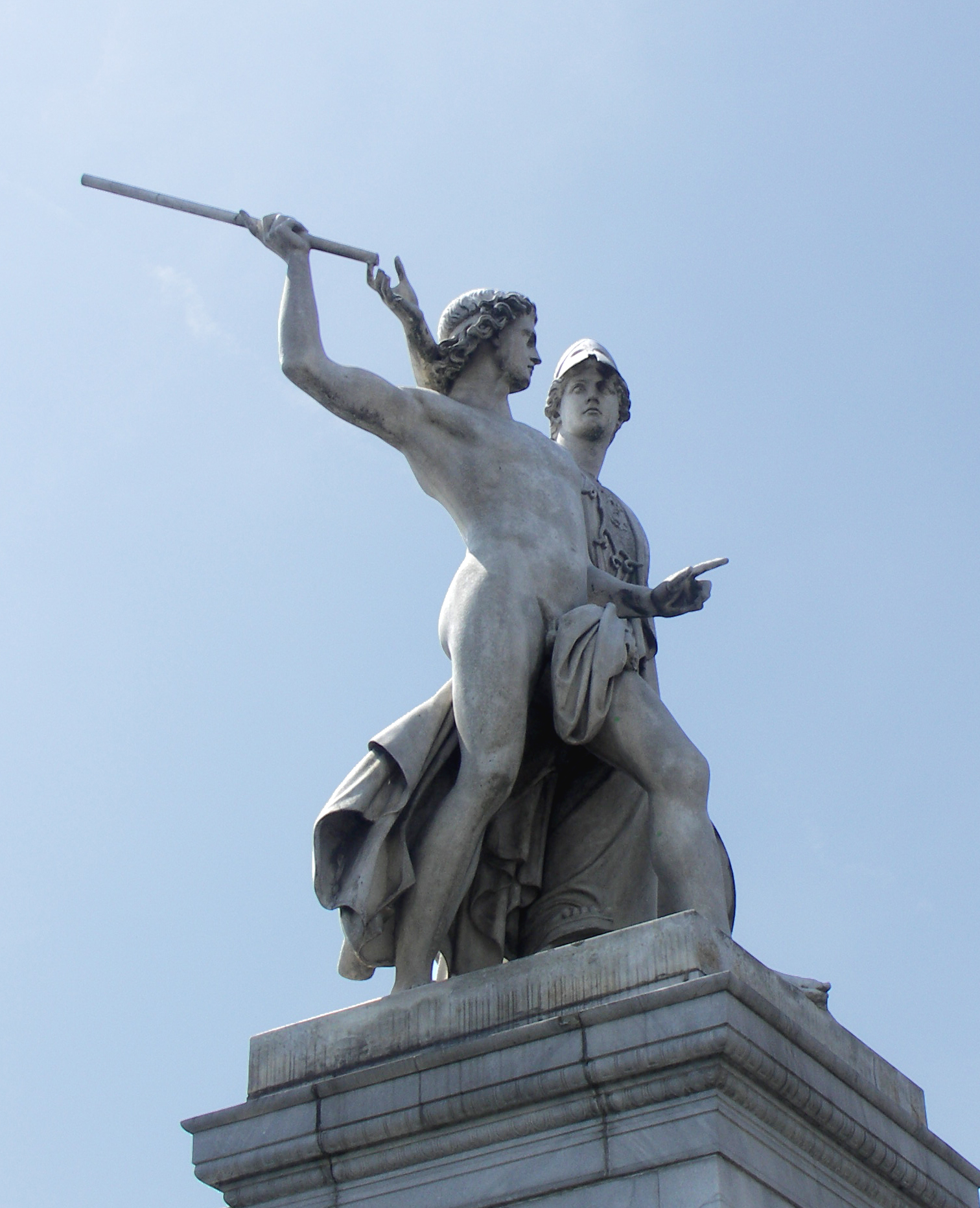
"Athena/Jungen", en el Puente del Castillo (Schloßbrücke)
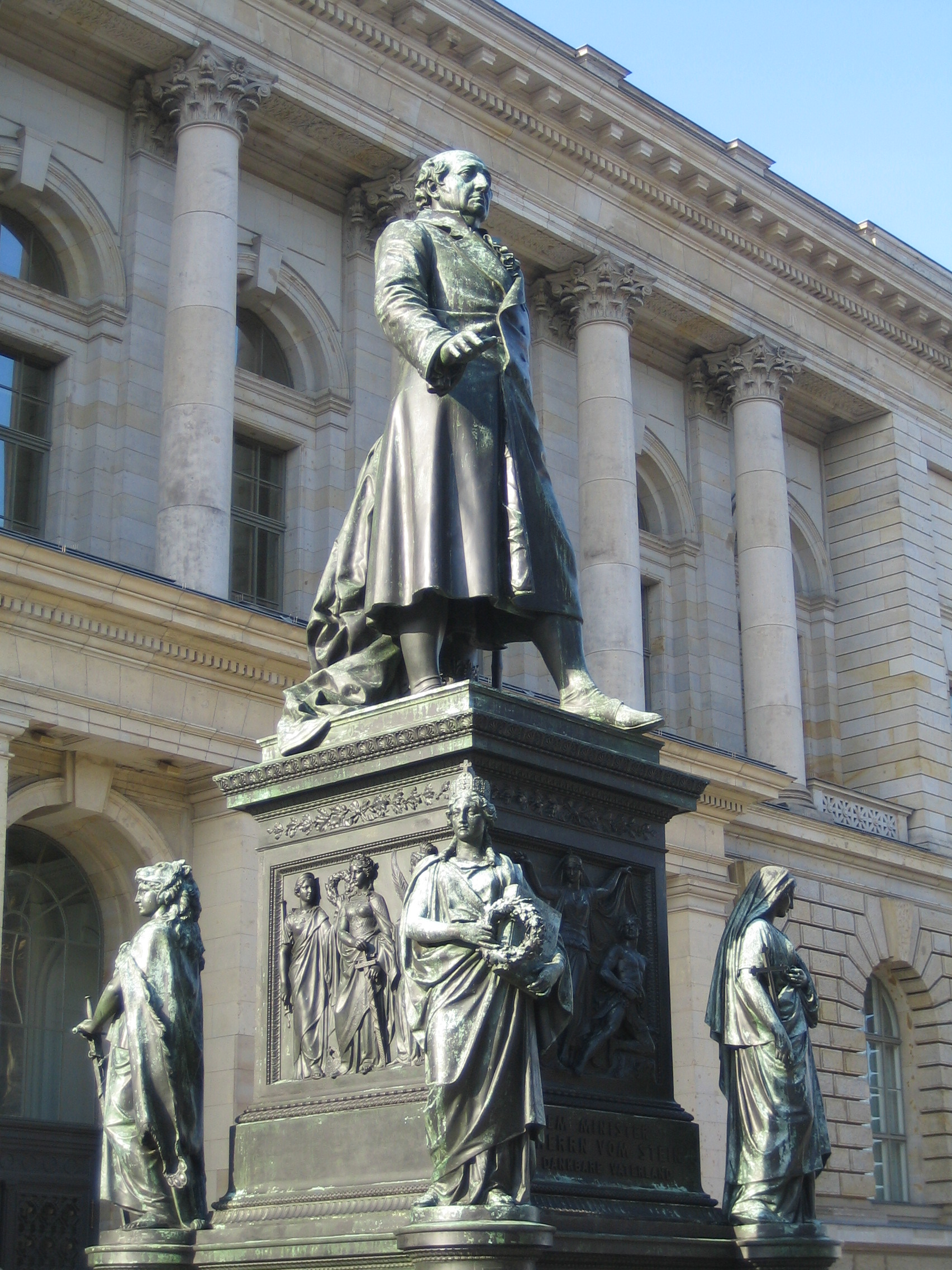
Monumento a Freiherr vom Stein
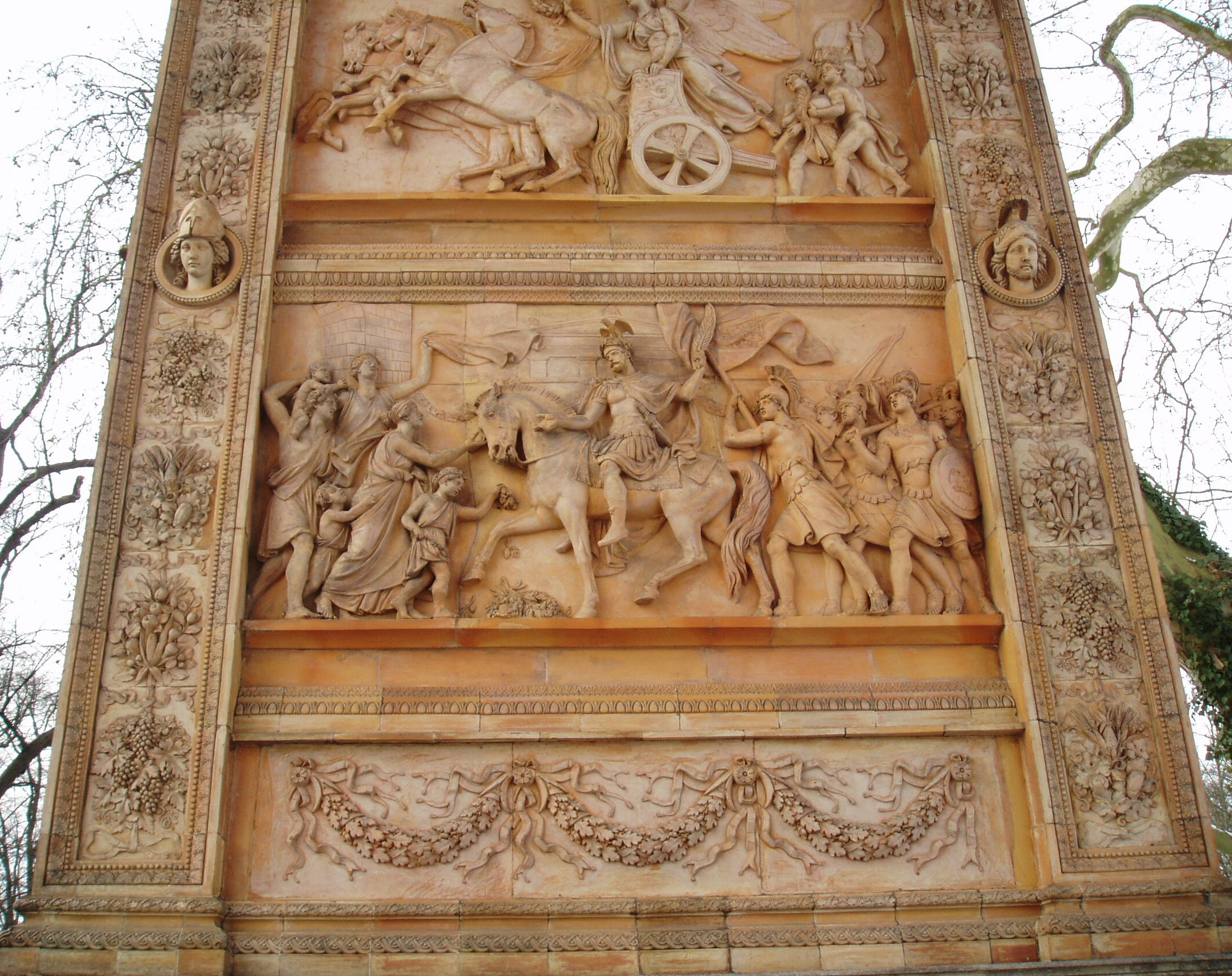
Relieves en el Arco de Triunfo
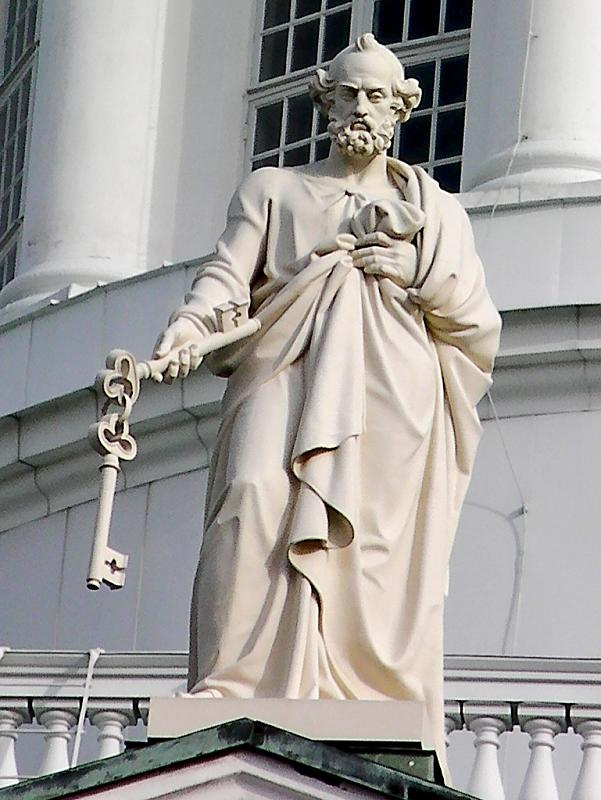
San Pedro en la Catedral de Helsinki